# Наровчатский район
Наровча́тский райо́н — административно-территориальная единица (район) и муниципальное образование (муниципальный район) в Пензенской области России.
Административный центр — село Наровчат.

## География
Район занимает территорию 956,9 км², находится в северо-западной части области. Граничит на юге с Нижнеломовским районом, на западе — со Спасским районом Пензенской области, на севере и востоке — с Мордовией.

## История
Район образован 16 июля 1928 года в составе Мордовского округа Средне-Волжской области. В него вошла большая часть территории бывшего Наровчатского уезда Пензенской губернии.
В январе 1929 года Наровчатский район был передан в Пензенский округ Средневолжского края (кроме Алькинского, Клиновского, Перевесьевского, Ново-Пичурского, Чепурновского и Янг-Майданского сельсоветов).
23 июня 1930 года в связи с ликвидацией округов Наровчатский район перешёл в прямое подчинение Средневолжского края. В августе 1930 к Наровчатскому району был присоединён Беднодемьяновский район. 8 декабря 1930 года из Наровчатского района в Керенский район были переданы Русско-Пимбурский, Русско-Лундакский, Сошниковский и Алексеевский с/с.
8 июня 1931 года были упразднены Вонюченский, Мало-Каведровский, Балалаковский, Больше-Чердаковский, Дурасовский, Старо-Сотский, Кадыковский, Телешовский, Свищевский, Кошелевски и Вичуткий с/с.
25 января 1935 года из Наровчатского района был выделен Беднодемьяновский район. к нему отошли Абашевский, Беднодемьяновский, Веденяпинский, Дубровский, Липлейский, Липяговский, Монастырский, Устьинский, Хомутовский и Цепаевский с/с. 27 января 1935 года Средневолжский край был переименован в Куйбышевский край.
5 декабря 1936 года Куйбышевский край был преобразован в Куйбышевскую область.
25 февраля 1937 года были образованы Старосотский и Новопятинский с/с. 27 ноября 1937 года Наровчатский район включён в состав Тамбовской области.
4 февраля 1939 года Наровчатский район был передан в состав вновь образованной Пензенской области. На тот момент в состав района входили Азарапинский, Акимовщинский, Александровский, Большекавендровский, Больше-Кирдяшевский, Больше-Колоярски, Виляйский, Вьюнский, Казенчинский, Казеевский, Каурецкий, Лячинский, Масловский, Мелюковский, Наровчатский, Орловский, Панской, Плесковский, Потодеевский, Рождествено-Тезиковский, Суркинский, Шадринский, Шиловский и Шутовский с/с.
7 октября 1940 года из Ковылкинского района Мордовской АССР в Наровчатский район был передан Новопичурский с/с.
12 июня 1952 года Шутовский с/с был переименован в Савинский.
18 июня 1954 года были упразднены Каурецкий, Новопичурский, Лячинский, Казенченский, Рождественско-Тезиковский, Савинский, Шадринский, Шиловский, Большекавендровский, Азарапинский, Масловский и Панской с/с.
25 марта 1959 года были упразднены Акимовщинский и Казеевский с/с. 23 июня 1960 года был упразднён Мелюковский с/с.
1 февраля 1963 года Наровчатский район был упразднён, а его территория передана в Нижнеломовский район. 12 января 1965 года Наровчатский район был восстановлен. В его состав вошли Александровский, Большекирдяшевский, Большеколоярский, Виляйский, Вьюнский, Наровчатский, Орловский, Плесковский, Потодеевский и Суркинский с/с.
9 сентября 1974 года был образован Большекавендровский с/с. 18 марта 1975 года образован Новопичуровский с/с. В мае 1992 года образован Азарапинский с/с.
В соответствии с Законом Пензенской области от 2 ноября 2004 года № 690-ЗПО в районе образовано 13 сельских поселений (сельсоветов) — Азарапинский, Большекавендровский, Большекирдяшевский, Большеколоярский, Виляйский, Вьюнский, Наровчатский, Новопичурский, Орловский, Плесковский, Потодеевский, Скановский и Суркинский, установлены границы муниципальных образований.

## Население
| 1939    | 1959    | 1970    | 1979    | 1989    | 2002    |
| ------- | ------- | ------- | ------- | ------- | ------- |
| 33 867  | ↘26 955 | ↘23 237 | ↘19 063 | ↘15 718 | ↘13 839 |
| 2009    | 2010    | 2011    | 2012    | 2013    | 2014    |
| ↘12 013 | ↗12 069 | ↘12 027 | ↘11 844 | ↘11 558 | ↘11 201 |
| 2015    | 2016    | 2017    | 2018    | 2021    |         |
| ↘10 919 | ↘10 656 | ↘10 471 | ↘10 238 | ↘10 059 |         |

### Национальный состав
90 % — русские, 8 % — мордва, 1 % — татары и 1 % представители прочих национальностей.

## Административное деление
В Наровчатский район как административно-территориальное образование входят 13 сельсоветов.
В муниципальный район входят 13 муниципальных образований со статусом сельских поселений.
| №  | Муниципальное образование     | Административный центр | Количество населённых пунктов | Население | Площадь, км2 |
| -- | ----------------------------- | ---------------------- | ----------------------------- | --------- | ------------ |
| 1  | Азарапинский сельсовет        | село Азарапино         | 2                             | ↗291      | 35,02        |
| 2  | Большекавендровский сельсовет | село Большая Кавендра  | 1                             | ↘524      | 41,06        |
| 3  | Большекирдяшевский сельсовет  | село Большое Кирдяшево | 6                             | ↘223      | 119,27       |
| 4  | Большеколоярский сельсовет    | село Большой Колояр    | 4                             | ↘667      | 87,92        |
| 5  | Виляйский сельсовет           | село Виляйки           | 5                             | ↘630      | 89,51        |
| 6  | Вьюнский сельсовет            | село Вьюнки            | 4                             | ↘402      | 74,28        |
| 7  | Наровчатский сельсовет        | село Наровчат          | 3                             | ↗4464     | 98,38        |
| 8  | Новопичурский сельсовет       | село Новые Пичуры      | 5                             | ↘578      | 106,83       |
| 9  | Орловский сельсовет           | село Орловка           | 2                             | ↘379      | 40,46        |
| 10 | Плесковский сельсовет         | село Плесковка         | 3                             | ↘404      | 53,03        |
| 11 | Потодеевский сельсовет        | село Потодеево         | 4                             | ↗503      | 60,09        |
| 12 | Скановский сельсовет          | село Сканово           | 4                             | ↘530      | 59,21        |
| 13 | Суркинский сельсовет          | село Телешовка         | 3                             | ↘464      | 91,92        |

### Населённые пункты
В Наровчатском районе 46 населённых пунктов.
| №  | Населённый пункт     | Тип     | Население | Муниципальное образование     |
| -- | -------------------- | ------- | --------- | ----------------------------- |
| 1  | Азарапино            | село    | ↘273      | Азарапинский сельсовет        |
| 2  | Акимовщино           | село    | ↘43       | Большеколоярский сельсовет    |
| 3  | Александровка        | деревня | 39        | Новопичурский сельсовет       |
| 4  | Ачасьево             | село    | ↘70       | Азарапинский сельсовет        |
| 5  | Барабановка          | деревня | 1         | Большекирдяшевский сельсовет  |
| 6  | Большая Кавендра     | село    | ↘524      | Большекавендровский сельсовет |
| 7  | Большое Кирдяшево    | село    | ↗316      | Большекирдяшевский сельсовет  |
| 8  | Большой Колояр       | село    | ↘571      | Большеколоярский сельсовет    |
| 9  | Большой Чердак       | село    | ↘102      | Вьюнский сельсовет            |
| 10 | Виляйки              | село    | ↘462      | Виляйский сельсовет           |
| 11 | Вьюнки               | село    | ↘213      | Вьюнский сельсовет            |
| 12 | Грачевка             | деревня | 53        | Потодеевский сельсовет        |
| 13 | Кадыковка            | село    | ↘163      | Орловский сельсовет           |
| 14 | Казеевка             | село    | ↘53       | Скановский сельсовет          |
| 15 | Казенчик             | село    | ↘4        | Большекирдяшевский сельсовет  |
| 16 | Каурец               | село    | ↘9        | Виляйский сельсовет           |
| 17 | Красный Восток       | посёлок | 21        | Новопичурский сельсовет       |
| 18 | Ляча                 | село    | ↘208      | Большеколоярский сельсовет    |
| 19 | Малая Кавендра       | деревня | 66        | Скановский сельсовет          |
| 20 | Малое Кирдяшево      | деревня | 56        | Большеколоярский сельсовет    |
| 21 | Малый Колоярчик      | деревня | 2         | Большекирдяшевский сельсовет  |
| 22 | Масловка             | село    | ↘64       | Потодеевский сельсовет        |
| 23 | Мелюковка            | село    | ↘338      | Наровчатский сельсовет        |
| 24 | Михайлово-Тезиково   | село    | ↗140      | Виляйский сельсовет           |
| 25 | Морозовка            | деревня | 0         | Скановский сельсовет          |
| 26 | Мумарье              | село    | ↘65       | Вьюнский сельсовет            |
| 27 | Наровчат             | село    | ↘4057     | Наровчатский сельсовет        |
| 28 | Новые Пичуры         | село    | ↘580      | Новопичурский сельсовет       |
| 29 | Октябрьский          | посёлок | 143       | Новопичурский сельсовет       |
| 30 | Орловка              | село    | ↘277      | Орловский сельсовет           |
| 31 | Паны                 | село    | ↘279      | Суркинский сельсовет          |
| 32 | Плесковка            | село    | ↘252      | Плесковский сельсовет         |
| 33 | Подлесная            | деревня | 14        | Большекирдяшевский сельсовет  |
| 34 | Потодеево            | село    | ↘417      | Потодеевский сельсовет        |
| 35 | Рождествено-Тезиково | село    | ↘244      | Виляйский сельсовет           |
| 36 | Рузвель              | село    | ↘41       | Виляйский сельсовет           |
| 37 | Савинки              | село    | ↘213      | Вьюнский сельсовет            |
| 38 | Садовое              | село    | ↘148      | Плесковский сельсовет         |
| 39 | Сканово              | село    | ↗633      | Скановский сельсовет          |
| 40 | Сосновка             | деревня | 23        | Большекирдяшевский сельсовет  |
| 41 | Студенец             | село    | ↘167      | Плесковский сельсовет         |
| 42 | Суркино              | село    | ↘183      | Суркинский сельсовет          |
| 43 | Телешовка            | село    | ↘162      | Суркинский сельсовет          |
| 44 | Холстовка            | деревня | 0         | Потодеевский сельсовет        |
| 45 | Шадрино              | село    | ↘2        | Новопичурский сельсовет       |
| 46 | Шиловка              | село    | ↘131      | Наровчатский сельсовет        |

Упразднённые населённые пункты:
- 2005 год — села Кошелевка и Малиновка[23]

## Достопримечательности
Главной достопримечательностью района является Троице-Сканов монастырь.

## Родившиеся в Наровчатском районе
- Арапов, Иван Андреевич (21.11.1844 - 24.06.1913) - генерал-лейтенант, член совета Главного управления государственного коннозаводства и Совета министра земледелия и государственных имуществ
- Аниськин, Павел Сергеевич (18.06.1926—2000) - живописец, член Союза художников СССР
- Архангельский, Александр Андреевич (11.10.1846-19.11.1924)- хоровой дирижер и композитор.
- Дружинин, Павел Давидович (1890-1965) - русский крестьянский поэт.
- Кирюткин, Пётр Иванович (02.10.1895-11.07.1977) - советский актер театра и кино.
- Кириллова, Зинаида Ивановна (р. 30.04.1931) - народная артистка России.
- Коршунов, Владимир Захарович (Родился в 1922 году в селе Красный Ключ*, ныне в черте села Наровчат — умер в 1977) —кавалер ордена Славы трёх степеней[24]
- Куприн, Александр Иванович — русский писатель.
- Матюшкин, Василий Ефимович — Герой Советского Союза
- Милюков, Александр Иванович (19.03.1923—28.02.1992) — Герой Советского Союза, гвардии младший лейтенант, командир танковой роты, кинорежиссёр.
- Милованов, Андрей Алексеевич (12.07.1912—13.06.1984) — Герой Советского Союза, красноармеец.
- Плешаков, Александр Яковлевич (21.06.1922—04.12.2001) — Герой Советского Союза, летчик, гвардии лейтенант.
- Сарычев, Фёдор Кузьмич (19.02.1918—19.02.1945) — Герой Советского Союза, командир батальона, гвардии капитан.
- Сорокин, Павел Васильевич (1919—31.10.1943) — Герой Советского Союза, командир взвода, лейтенант.
- Тремасов, Дмитрий Егорович (30.07.1925—12.02.2011) — Герой Советского Союза, сержант.
- Харитошкин, Василий Иванович (23.02.1923—1992) — Герой Советского Союза, красноармеец.
- Черябкин, Пётр Лаврентьевич (17.12.1917—08.04.1944) — Герой Советского Союза, гвардии младший лейтенант.
- Фриновский, Михаил Петрович (1898 - 1940) — организатор массовых репрессий.
- Степной, Николай Александрович (1878—1947) — русский прозаик.